# Corennys taiwana
Corennys taiwana là một loài bọ cánh cứng trong họ Cerambycidae.